# Hautbellain
Hautbellain (Luxemburgs: Beesslek, Duits: Oberbesslingen) is een plaats in de gemeente Troisvierges en het kanton Clervaux in Luxemburg.
Hautbellain telt 142 inwoners (2001).
In het dorp staat de Sint-Corneliuskerk.
Basbellain · Biwisch · Drinklange · Goedange · Hautbellain · Huldange · Wilwerdange

Luxemburgse gemeenten · Kanton Clervaux · Luxemburg